# Dryophilocoris flavoquadrimaculatus
Dryophilocoris flavoquadrimaculatus är en insektsart som först beskrevs av De Geer 1773.  Dryophilocoris flavoquadrimaculatus ingår i släktet Dryophilocoris, och familjen ängsskinnbaggar. Arten är reproducerande i Sverige.

## Bildgalleri

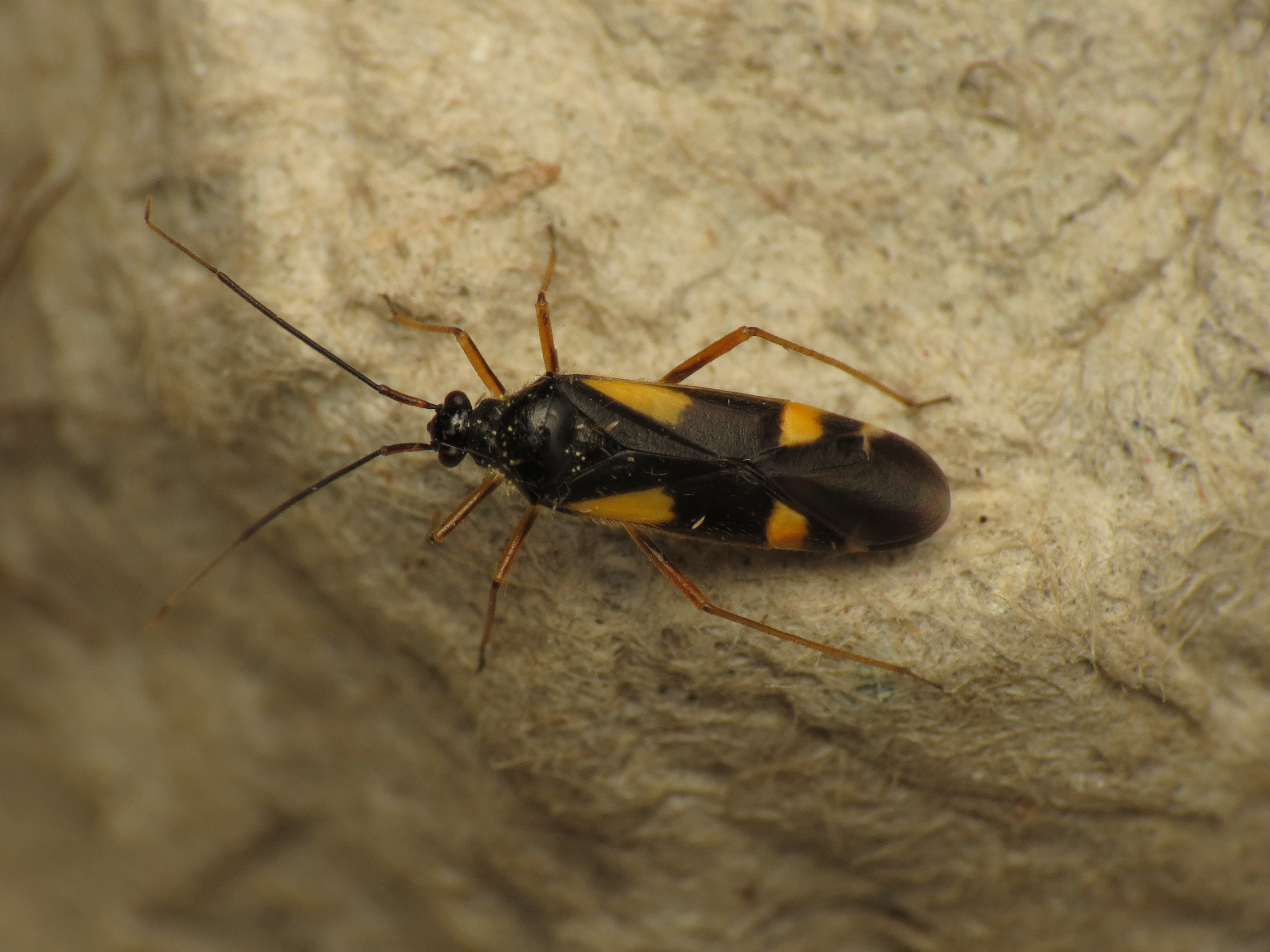
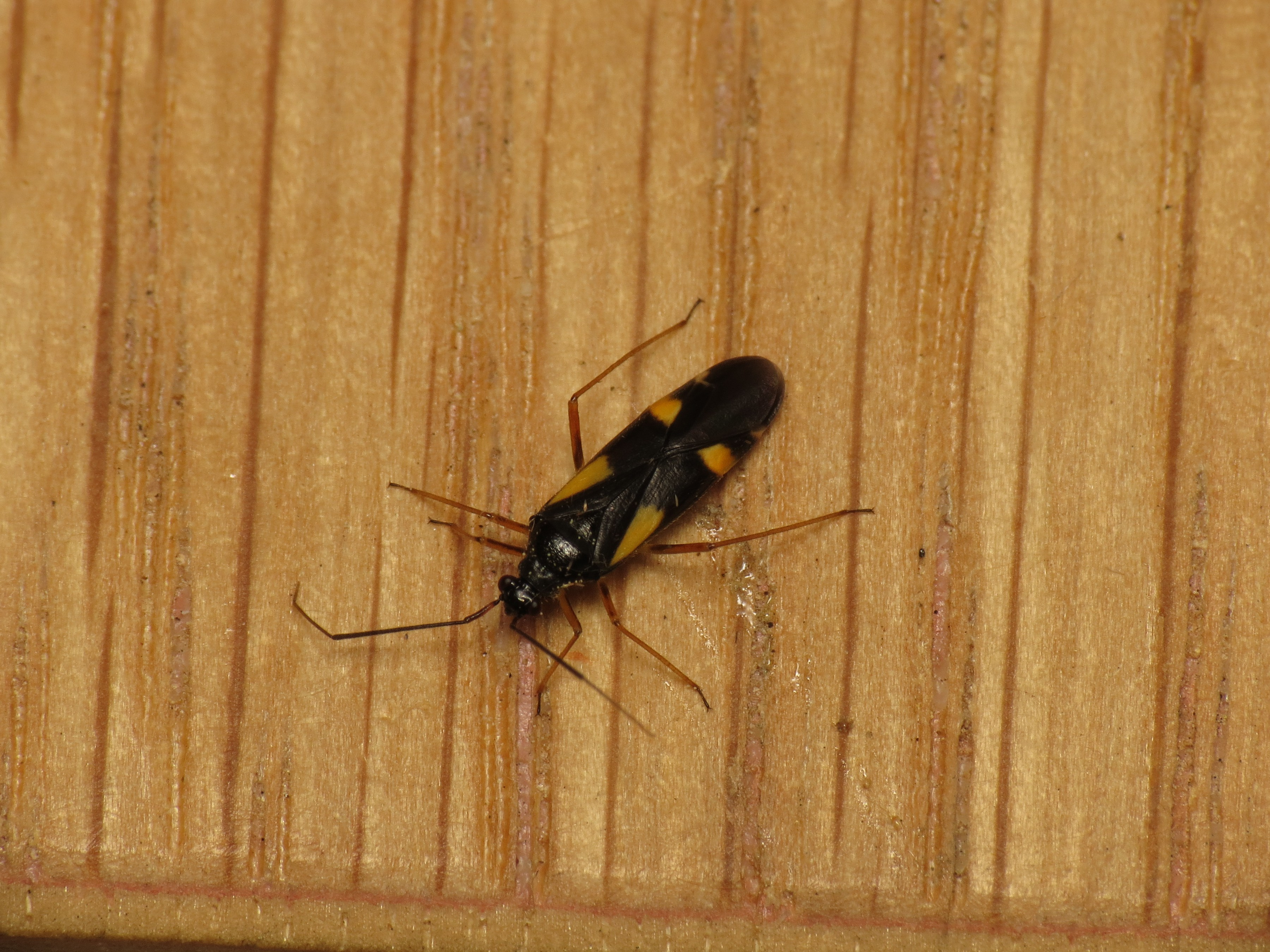
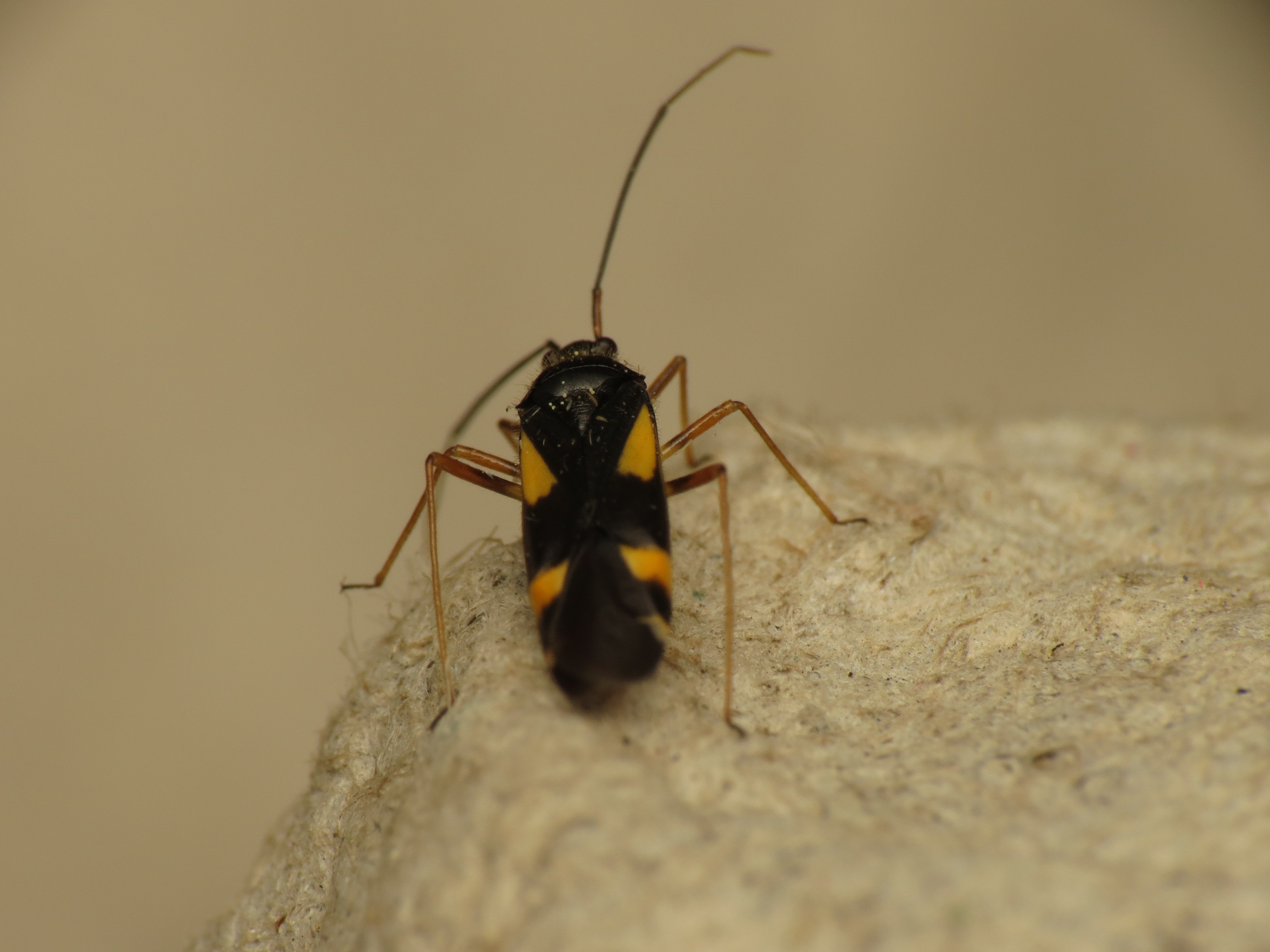
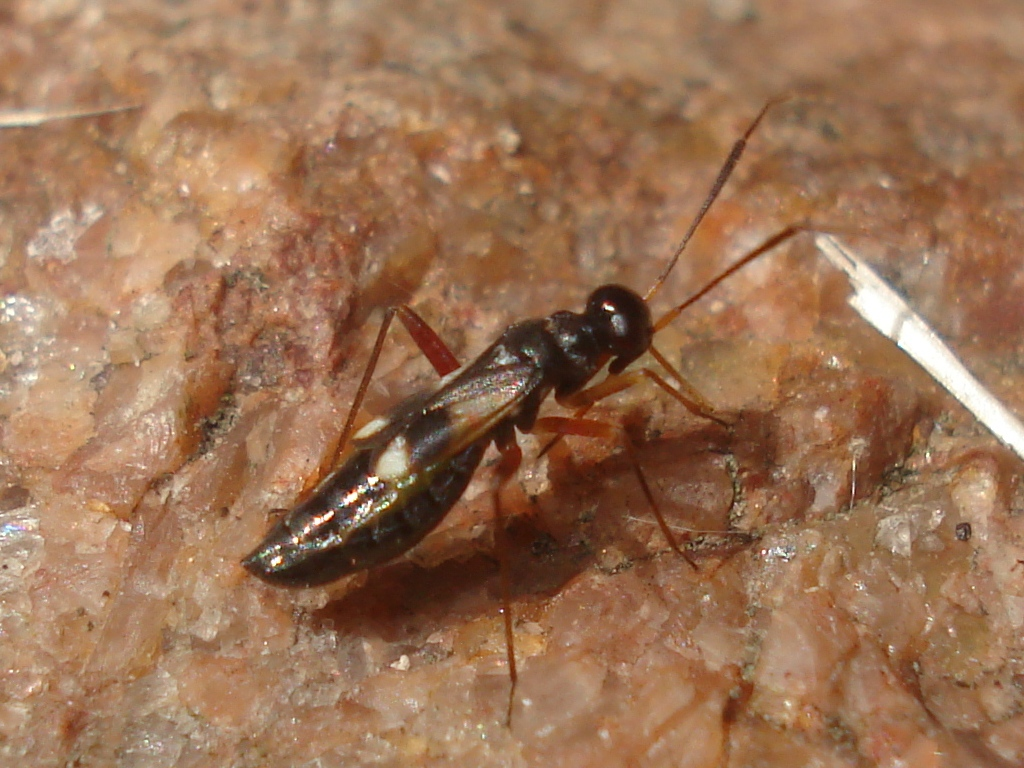
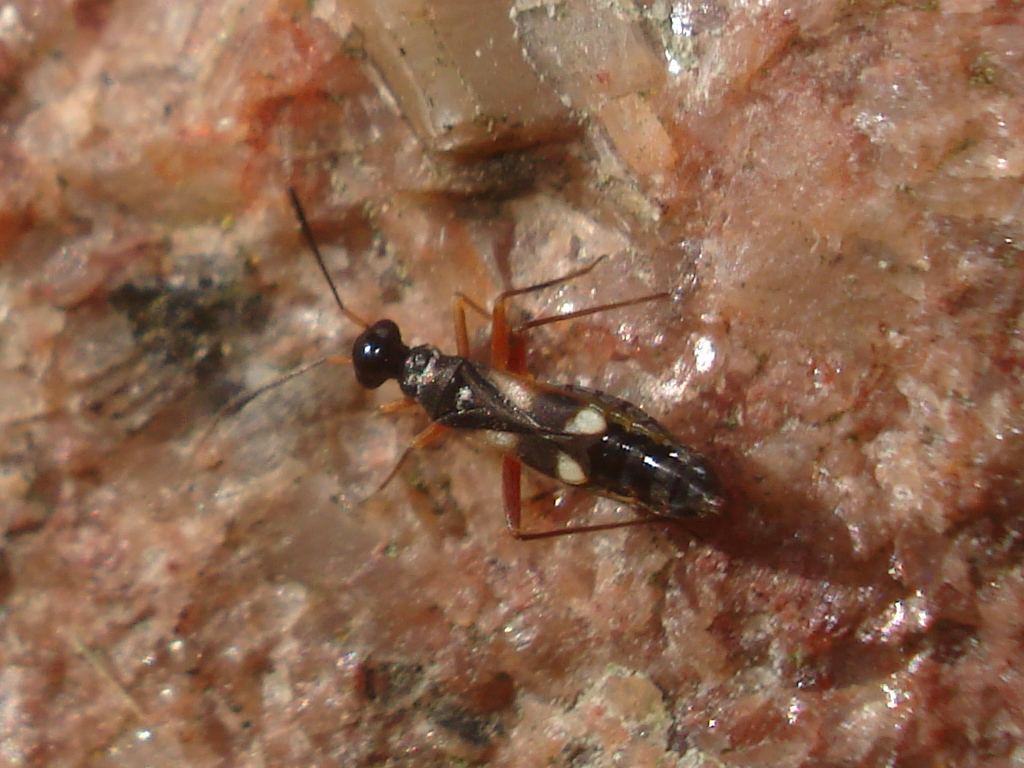
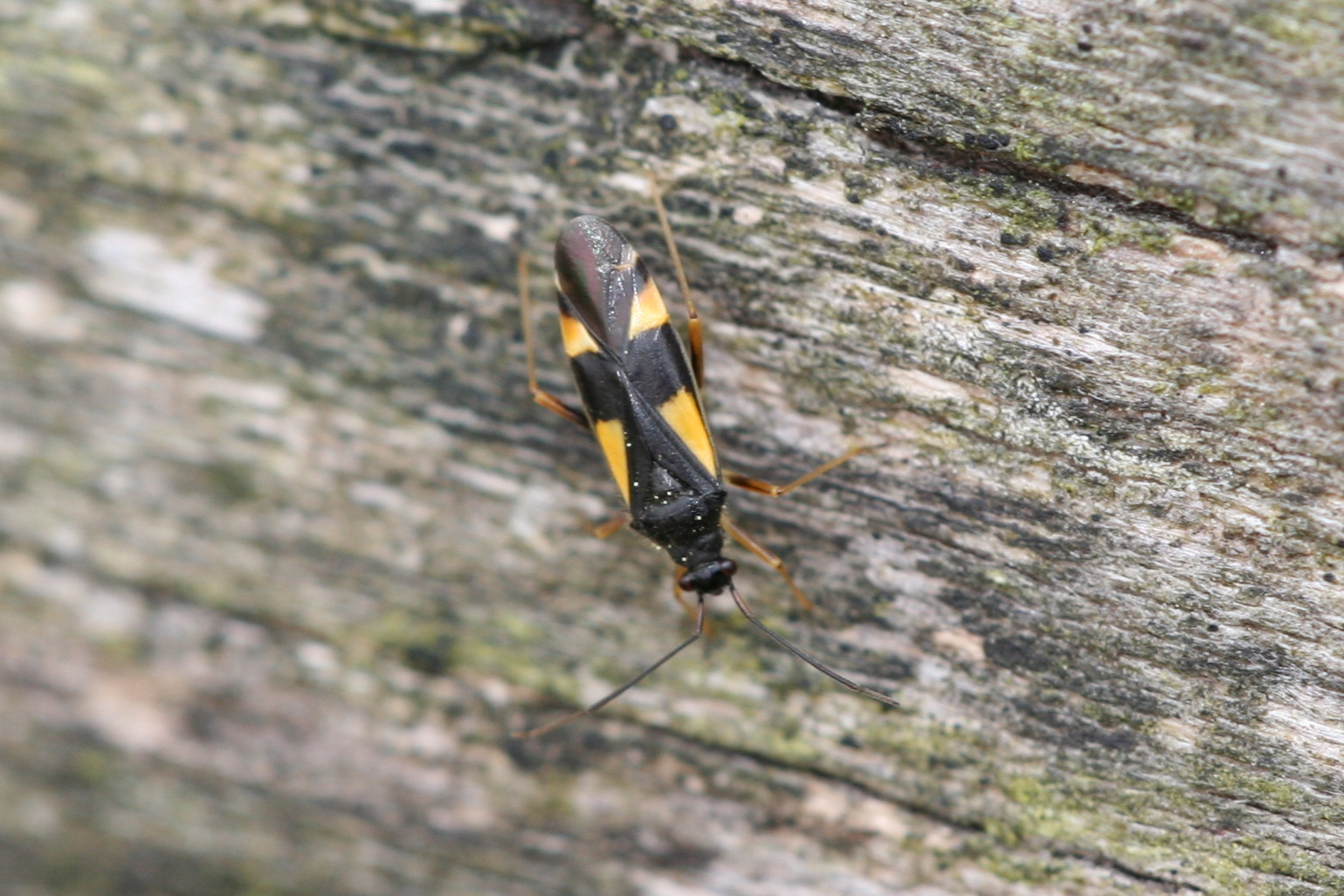